# Emma Weaver
Emma Weaver (* 1975) ist eine britische Schauspielerin und Hörbuchsprecherin.

## Leben
Emma Weaver besuchte die Clifton High School in Bristol. Mit 16 Jahren bekam sie einen Platz an der renommierten Italia Conti Academy of Theatre Arts in London, Großbritanniens ältester Theaterschule, die sie mit Auszeichnung abschloss. Danach begab sie sich bis 2000 mit verschiedenen Musicals auf Tournee.
Weaver leiht ihre Stimme oft dem britischen Kinderfernsehen, sie ist vor allem für die Stimme der „Bella“ in der BBC Show Tweenies bekannt, für die sie von 2000 bis 2002 gearbeitet hat. Des Weiteren lieh sie 2006 ihre Stimme der „Millie“ in Underground Ernie. Sie wirkt regelmäßig an Werbespots für Radio und Fernsehen, oder bei Pony Friends für den Nintendo DS mit.
Sie hatte bislang 5 Top-Ten-Hits und 4 Top-Ten-Alben mit den Tweenies und trat bei TOTP, The Chart Show, The Saturday Show, CD-UK und The Pepsi Chart Show auf. Weaver spricht die „Mina“ in der Kinder-Serie Jelly Jamm und ist regelmäßig als Vorleserin für Hörbücher der BBC zu hören.
Emma Weaver setzte sich für Kinder aus dem Sunflower Kids’ House, einem Heim für obdachlose Mädchen im Vietnam ein, indem sie ihnen unter anderem Ballett beibrachte. Dafür kam sie aus Bristol in die Hauptstadt Ho-Chi-Minh.

## Filmografie
- 1987: Three Wishes for Jamie
- 1995: Gänseblümchen im Dezember (Daisies in December)
- 2000–2002: Tweenies (Fernsehserie, 79 Folgen, Stimme für Bella)
- 2006: Underground Ernie (Fernsehserie, Stimme für Sweet Millie)

## Theater
Englisches Theater und Tournee (Musicals)
- Patsy Cline, The Musical
- Playdays
- Wizard of Oz
- Hans Christian Anderson
- Tweenies Live
- Tweenies Christmas Present
- Jungle Book
- The Canterbury Tales
- New Adventures of Postman Pat
- Waltz Dream
- An Inspector Calls (englisches Theater Hamburg)

sonstige Theaterstücke
- Snow White
- The Wizard of Oz
- Pinocchio
- Hansel and Gretel
- Jack and the Beanstalk